# Szymon Michalczowski

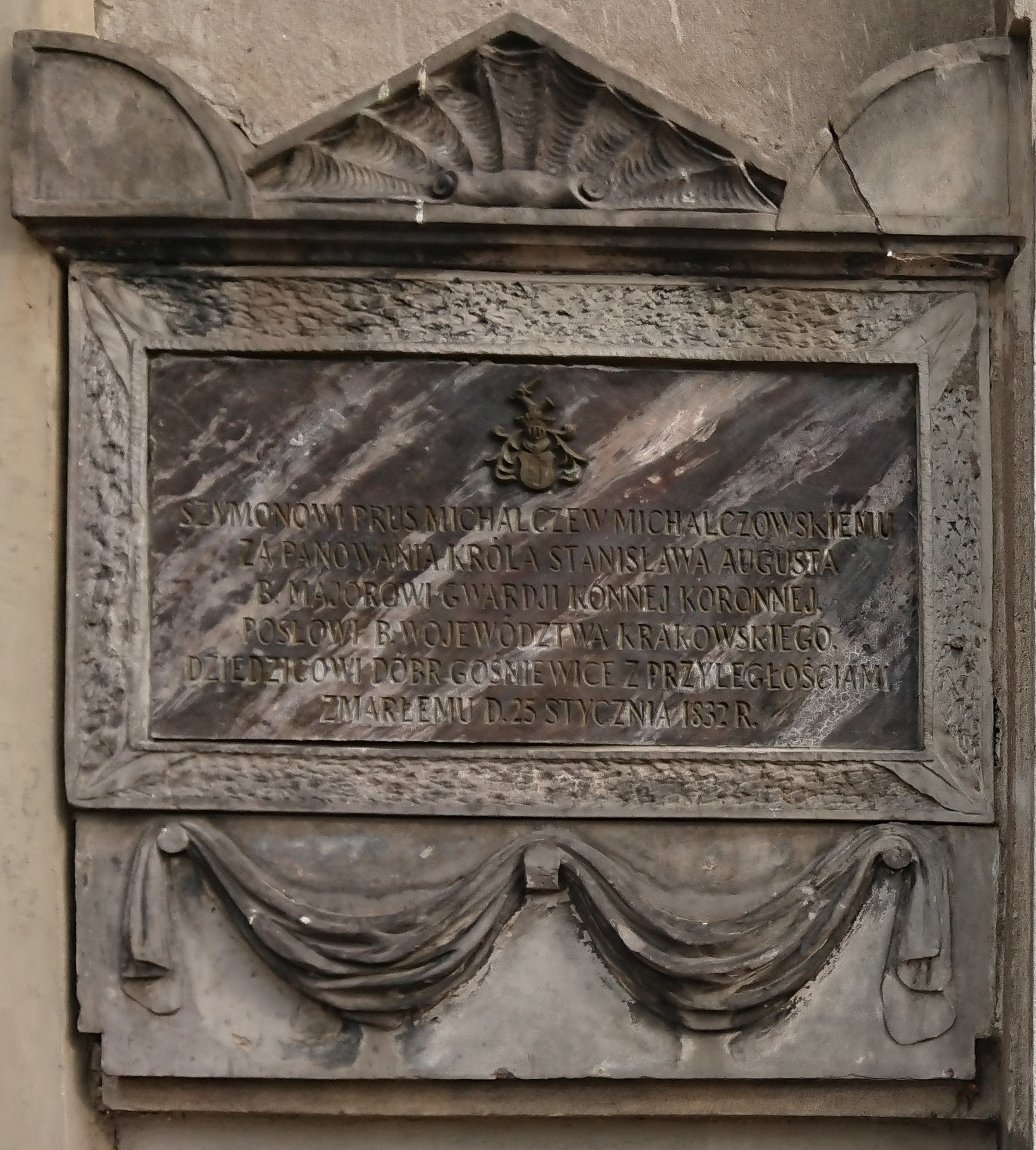
Tablica epitafijna Szymona Michalczowskiego na zewnętrznej ścianie (na prawo od głównego wejścia) kościoła Matki Bożej Szkaplerznej w Warce

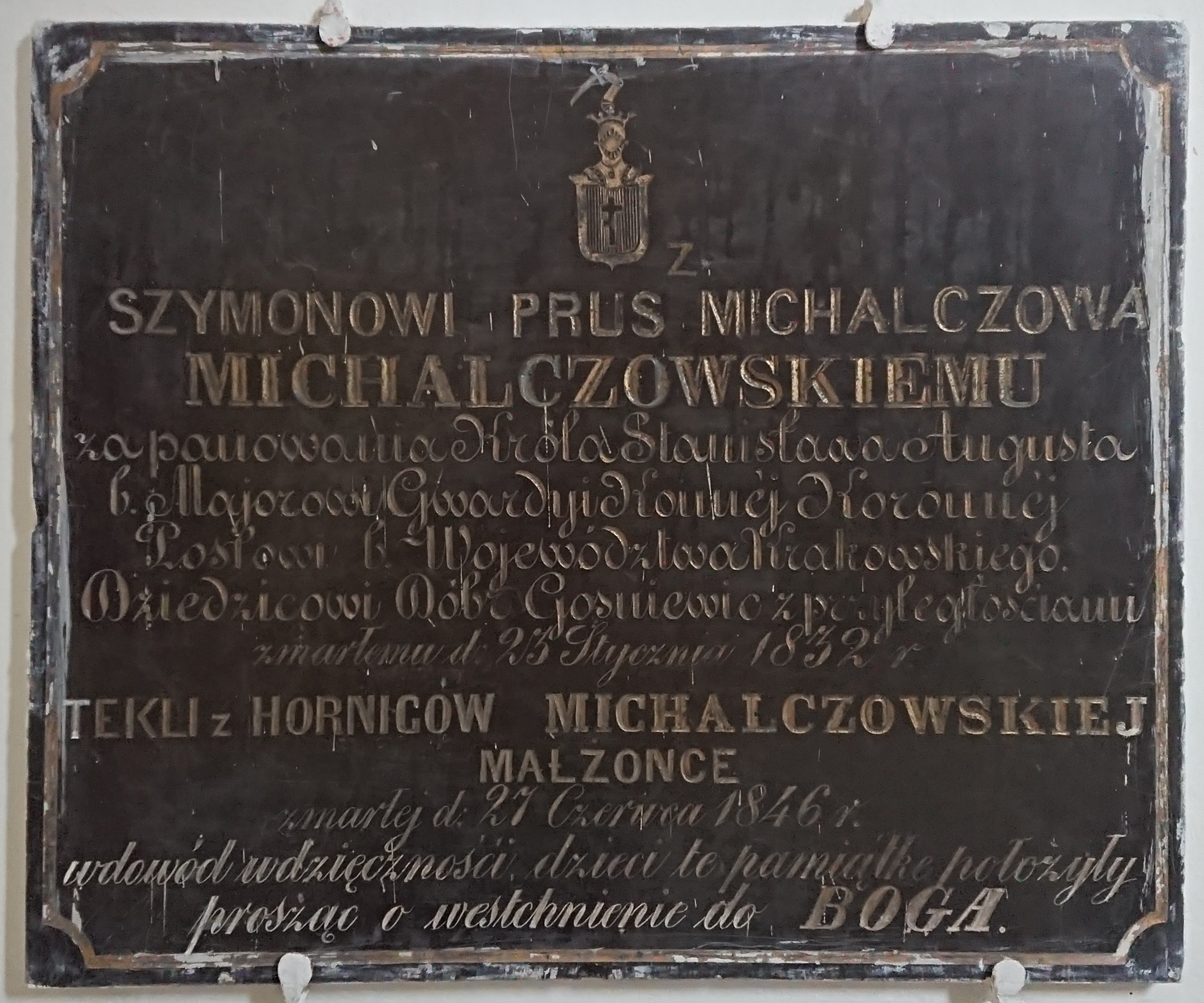
Tablica epitafijna Szymona Michalczowskiego we wnętrzu kościoła Matki Bożej Szkaplerznej w Warce

Szymon Michalczowski (vel Michalczewski) herbu Prus I (ur. w 1755, zm. 22 stycznia 1832 w Gośniewicach) – poseł na sejm w 1784 roku z województwa krakowskiego w I Rzeczypospolitej, major Gwardii Konnej Koronnej w 1792 roku, uczestnik powstania kościuszkowskiego.

## Życiorys
Szymon Michalczowski pochodził z małopolskiej rodziny szlacheckiej Michalczowskich vel Michalczewskich h. Prus I. Był synem Józefa i Konstancji z domu Chwalibóg (~1740–1796) herbu Strzemię. Szymon Michalczowski był wojskowym, awansował od porucznika (patent na porucznika otrzymał w 1780 roku) do majora Gwardii Konnej Koronnej za czasów króla Stanisława Augusta. Był posłem na sejm z województwa krakowskiego w 1784 roku. Wziął udział w insurekcji kościuszkowskiej. Był drugim majorem w regimencie gwardii konnej koronnej.  
Szymon nabył wieś Gośniewice z przyległościami, na początku XIX wieku wyodrębniono z tego majątku dobra, które nazwano Michalczew.
Miał pięcioro rodzeństwa: Elżbietę, Kaspra (~1760–1787), Katarzynę, Jana i Antoniego (~1770–1812).
Był prawdopodobnie dwukrotnie żonaty:
- w 1794 roku ożenił się w Warszawie z Anną Ludwiką Peterman[4]
- drugą jego żoną była Tekla (1775 – 27 czerwca 1846) z Hornigów primo voto Matuszkiewicz[1][5].

Z małżeństwa z Teklą miał co najmniej troje dzieci: Henryka Bonawenturę, Bronisławę późniejszą Wojtaszewską i Antoniego Józefa (1813–1884).
Syn Szymona i Tekli, Henryk Bonawentura, urodził się w 1809 roku w Gośniewicach. W 1821 roku wstąpił do Korpusu Kadetów w Kaliszu, po jego ukończeniu został podoficerem 3 Pułku Strzelców Konnych. Brał udział w powstaniu listopadowym, został internowany w Prusach. Po pewnym czasie wrócił do Michalczewa. Podobno utracił majątek, zmarł w 1889 roku, a jeden z jego potomków zmarł w biedzie podczas I wojny światowej. 
Szymon Michalczowski zmarł 22 stycznia 1832 roku. Został pochowany w kościele franciszkanów w Warce. Jego żona Tekla spoczęła obok niego.

## Upamiętnienie
W pofranciszkańskim kościele Matki Bożej Szkaplerznej w Warce znajdują się dwie tablice epitafijne poświęcone Szymonowi Michalczowskiemu:
- tablica na zewnętrznym murze kościoła (na prawo od głównego wejścia do kościoła), na której napisano, że zmarł 25 stycznia 1832 roku
- ufundowana przez ich dzieci tablica we wnętrzu kościoła poświęcona Szymonowi i jego żonie Tekli, na której jest napisane, że zmarł 23 stycznia 1832 roku.